# فاصوليا نطاطة

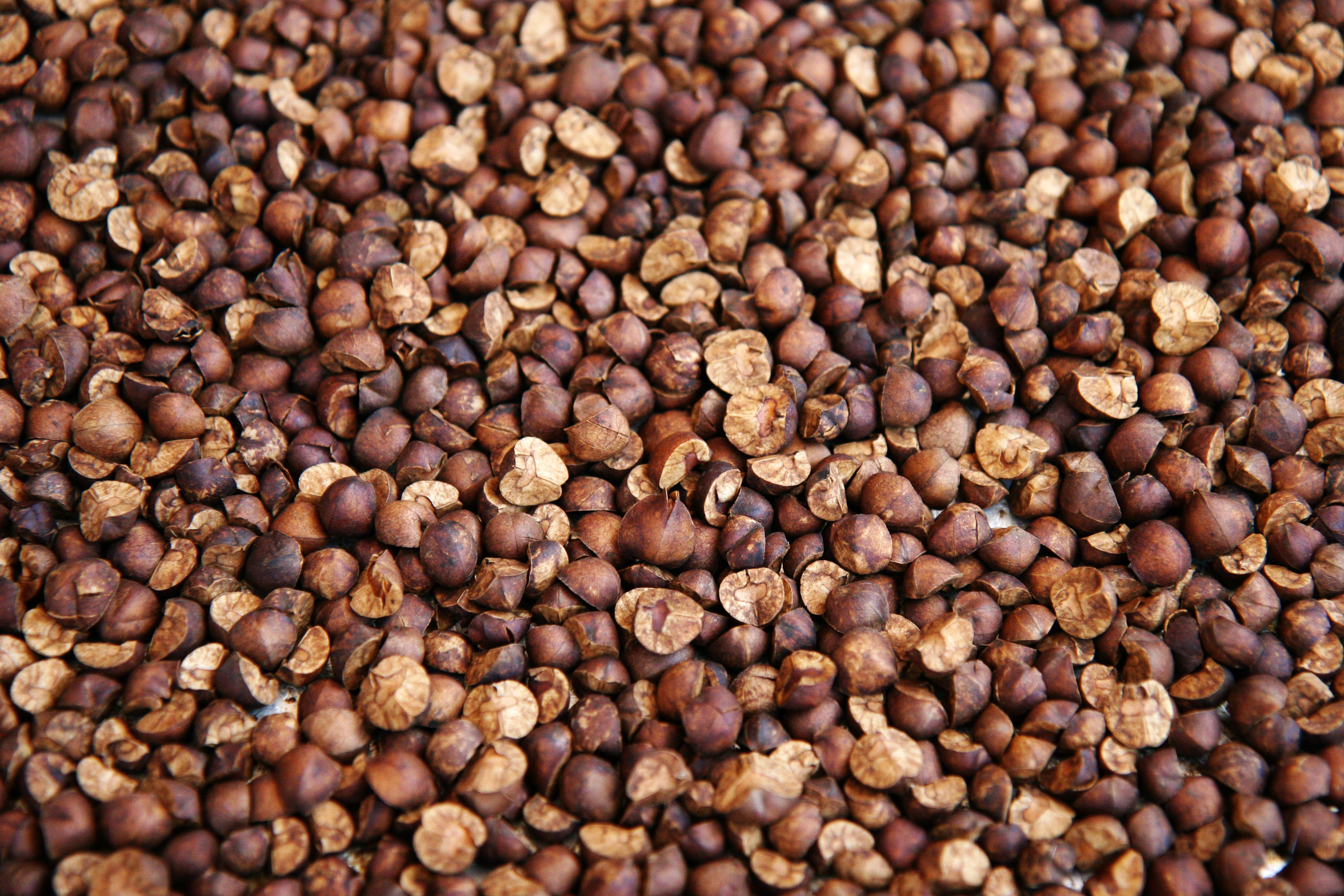

الفاصوليا المكسيكية النطاطة هي فاصوليا حقيقية موطنها المكسيك حيث يسمونها (الفول النطاط \ Frijoles saltarines) وهي بذور من شجيرة صغيرة تشبه حبات الفول لونها مائل الي البني تنمو بداخلها يرقات وهي تقفز بالفعل عندما تتعرض إلى حرارة لان اليرقات بداخلها تقوم بالقفز املا في الانتقال إلى مكان ابرد.
تعيش اليرقات داخل حبات الفاصوليا لعدة شهور وإذا توفرت الرطوبة الكافية والحرارة المعتدلة فانها تنتقل إلى مرحلة العذراء وفي فصل الربيع تخرج الحشرات ذات اللون الفضي من حبات الفاصوليا من خلال فتحة دائرية تصنعها بنفسها وبعد الخروج تعيش الحشرات لعدة أيام فقط.، شاهد هذه الفتحة من خلال الصور بالأسفل ولاحظ مستوى الدقة الذي استخدمته هذه الحشرة الصغيرة لصنع مثل هذه الفتحة الكاملة الاستدارة.
قفز حبات الفاصوليا ما هو الا مؤشر على تعرض اليرقات بداخلها إلى الحرارة وقد يؤدي التعرض المطول إلى أشعة الشمس حتى في الشتاء إلى قتل اليرقات وبالتالي توقف الفاصوليا عن القفز.
تتوافر هذه الفاصوليا في الأسواق منذ الخمسينيات من القرن الماضي حيث كانت تعد نوع من المنتجات الابداعية آنذاك، حاليا تباع هذه الفاصوليا كنوع من الألعاب في أغلفة بلاستيكية خاصة، في البداية يكون لونها مائلا إلى الخضرة وعندما يتحول إلى اللون البني يكون ذلك مؤشرا على موتها أو تحولها إلى مرحلة العذراء وكذلك عند سماع صوت عند هزها. مجرد تعرض الفاصوليا للحرارة كالضغط على حبات الفاصوليا باليد يجعلها تقفز على الفور.
يمكن الحفاظ على البذور وخزنها لفترة أطول من خلال نقعها بكمية وافرة من الماء الخالي من الكلور لمدة ثلاث ساعات مرة أو مرتين شهريا ومن ثم حفظها في مكان بارد وجاف ولكن لا يمكن حفظها بالتجميد لان ذلك يدمر اليرقات.